# Georg II. (Anhalt)
Georg II. von Anhalt (* 1454; † 25. April 1509) genannt „der Starke“ war ein Fürst von Anhalt-Köthen.

## Leben
Georg war ein Sohn des Fürsten Georg I. von Anhalt-Zerbst (1390–1474) aus dessen vierter Ehe mit Anna († 1513), Tochter des Grafen Albrecht von Lindau-Ruppin.
1470 hatte Georgs Vater die Regierung in die Hände seiner Söhne gelegt, die das Land 1471 teilten. Georg und Waldemar VI. bekamen Anhalt-Köthen und Ernst und Sigismund III. erhielten Anhalt-Dessau, Rudolf wurde mit einer Geldsumme abgefunden. Den Landesteil Anhalt-Bernburg, der 1468 an das Haus gefallen war, sollten alle Brüder gemeinsam regieren.
Georg nahm Dienst beim Kurfürsten von Brandenburg, der ihn 1498 zum Statthalter des Herzogtums Crossen ernannte. An den Regierungsgeschäften in Anhalt war er deshalb kaum beteiligt und trat unter anderem bei der Einlösung des verpfändeten Amtes Hoym in Erscheinung. Im Jahr 1478 heiratete er die zwanzig Jahre ältere Agnes († 1512), Tochter des Herzogs Barnim VIII. von Pommern. Die Ehe blieb kinderlos. Fürst Georg wurde in der Stiftskapelle Ballenstedt bestattet.
Georg soll über außergewöhnliche Körperkräfte verfügt haben, die ihn seinen Beinamen einbrachten; so soll er einen Bären mit einem einzigen Faustschlag getötet und einen berühmten italienischen Ringer im ersten Gang „erdrückt“ haben.